# Njutånger
Njutånger is een plaats in de gemeente Hudiksvall in het landschap Hälsingland en de provincie Gävleborgs län in Zweden. De plaats heeft 879 inwoners (2005) en een oppervlakte van 179 hectare. De plaats grens aan de Botnische Golf en ligt ongeveer 12 kilometer ten zuiden van de stad Hudiksvall.